# 200 متر (فلم)
200 متر (بالإنجليزية: 200 Meters) هو فيلم روائي طويل من إخراج أمين نايفة وإنتاج مي عودة. يتناول الفيلم قصة عائلة فلسطينية فرقها جدار الفصل العنصري الإسرائيلي حيث صار الأب يسكن في الجانب الفلسطيني، والأم والأبناء في الجانب الإسرائيلي. في أحد الأيام يدخل أحد الأبناء المستشفى وهو لا يبعد سوى 200 مترًا عن والده. يحاول الأب الوصول إليه لكنه يحتاج للسفر في رحلة تمتد لمئتي كيلو متر. شارك في التمثيل علي سليمان، ولنا زريق، وسامية البكري، وغسّان عبّاس، ونبيل الراعي، ومعتز ملحيس، وغسان الأشقر، وآنا امتنبرغر، ومحمود أبو عيطة. تركز تصوير أحداث الفيلم في محافظة طولكرم، إضافةً إلى جنين ورام الله.
في 2020 اختير الفيلم للمشاركة في فعاليات مهرجان فينيسيا السينمائي في سبتمبر 2020، ضمن قسم (أيام فينيسيا).

## روابط خارجية
- مقالات تستعمل روابط فنية بلا صلة مع ويكي بيانات